# Temnostoma trifasciatum
Temnostoma trifasciatum är en tvåvingeart som beskrevs av Robertson 1901. Temnostoma trifasciatum ingår i släktet tigerblomflugor, och familjen blomflugor. Inga underarter finns listade i Catalogue of Life.